# 甘馬倫·賀維臣
甘馬倫·祖·尼路·賀維臣（英語：Cameron Drew Neru Howieson，1994年12月22日—），一般稱為甘馬倫·賀維臣，紐西蘭職業足球員，司職員中場，現時效力英格蘭球會般尼。
他同時亦是紐西蘭國家隊的成員。曾代表國家隊出戰2011年世少盃。

## 外部連結
- 般尼官網
- 般尼官網球員資料 （页面存档备份，存于）